# 33-й гвардейский штурмовой авиационный полк
33-й гвардейский штурмово́й авиацио́нный Воронежский Краснознамённый ордена Суворова полк — авиационная воинская часть ВВС РККА штурмовой авиации в Великой Отечественной войне.

## Наименование полка
В различные годы своего существования полк имел наименования:
- 288-й штурмовой авиационный полк[1][2][3];
- 33-й гвардейский штурмовой авиационный полк[1][3];
- 33-й гвардейский штурмовой авиационный Воронежский полк[1][3];
- 33-й гвардейский штурмовой авиационный Воронежский Краснознамённый полк[1];
- 33-й гвардейский штурмовой авиационный Воронежский Краснознамённый ордена Суворова полк[1];
- 664-й гвардейский штурмовой авиационный Воронежский Краснознамённый ордена Суворова полк (20.02.1949 г.)[1];
- 664-й гвардейский истребительный авиационный Воронежский Краснознамённый ордена Суворова полк ПВО (08.1956 г.)[1].

## История и боевой путь полка

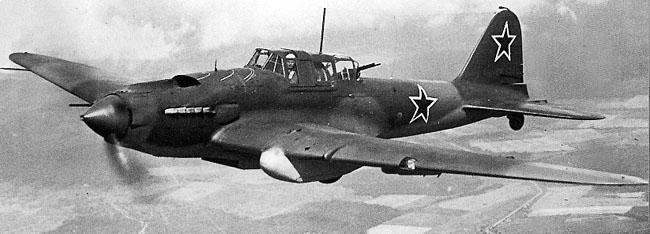
Штурмовик Ил-2 стоял на вооружении полка с мая 1942 года.

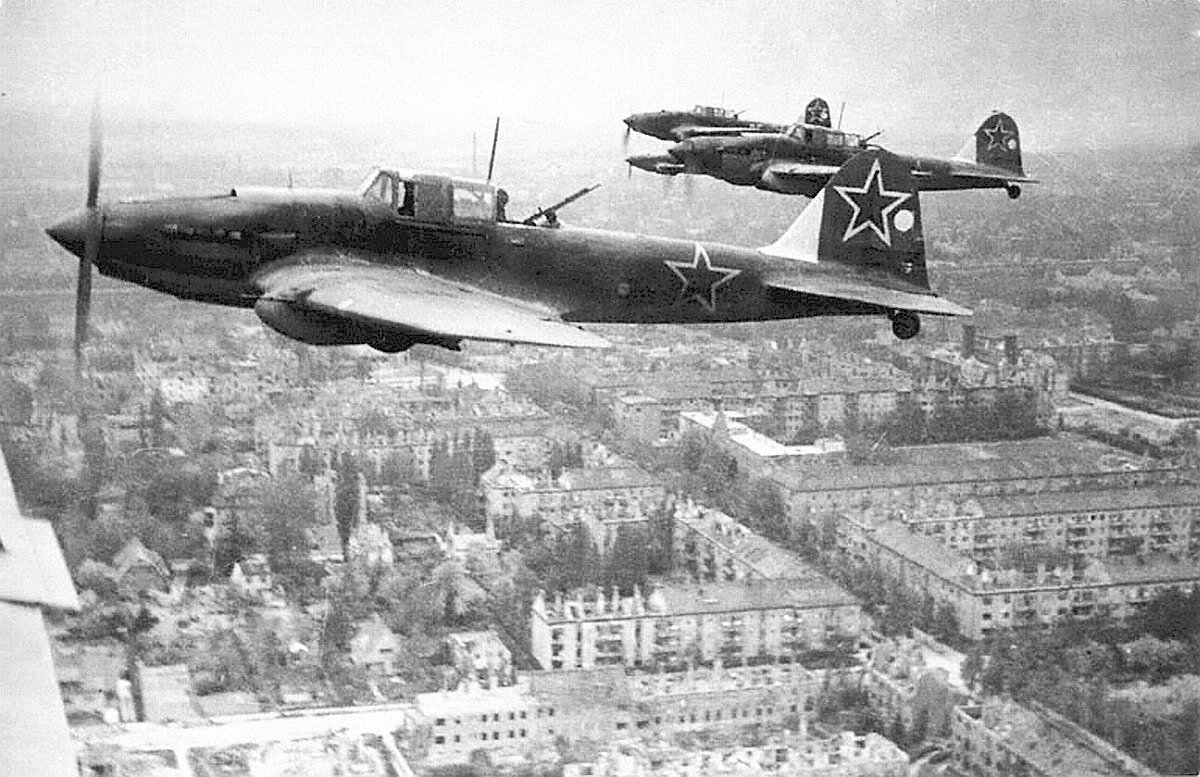
Звено Ил-2 м над Берлином в 1945 году.

Сформирован как 288-й штурмовой авиационный полк в Воронеже до войны в составе 2-х эскадрилий. Летный состав переучился на Ил-2 во время войны, боевого опыта не имел. Технический состав самолёт не знал. До начала войны полк занимался вводом в строй с боевым применением летного состава.
288-й штурмовой авиационный полк за образцовое выполнение заданий командования и проявленные при этом мужество и героизм Приказом НКО № 0374 от 22 ноября 1942 года переименован в 33-й гвардейский штурмовой авиационный полк.
В период с 18 по 23 августа 1943 года полк принимал участие в Старорусской операции, имея на вооружении 32 самолёта и 20 летчиков, базируясь на аэродроме Крестцы.
С 28 февраля по 5 июля 1944 года полк уничтожал живую силу, артиллерию и танки противника на ковельском направлении. Борьба за овладение городом Ковель длилась с 5 по 9 июля 1944 года. Полк базировался на аэродроме Чарторыск. С 18 по 25 июля полк обеспечивал наступление частей 69-й и 8-й армий в прорыве обороны противника в районе западнее города Ковель, форсировании реки Западный Буг, взятии городов Холм и Люблин. Полк базировался на аэродроме Велицк.
С 25 июля по 26 августа 1944 года полк содействовал проведению частных наступательных операций 69-й армии по форсированию реки Висла и расширению плацдармов на западном берегу реки. К этому времени полк имел 36 самолётов и 39 летчиков и базировался на аэродромах Новоселки, Холм Восточный, Люблин, Куров с последовательным перебазированием с одного аэродрома на другой.
В составе действующей армии полк находился с 22 ноября 1942 года по 3 января 1944 года, с 19 марта по 7 сентября 1944 года и с 21 ноября 1944 года по 9 мая 1945 года.
В послевоенный период полк с дивизией входили в состав 16-й воздушной армии Группы советских оккупационных войск в Германии. С 20 ноября 1945 года дивизия Директивой Генерального штаба № орг/10/14879 от 15.11.1945 г. и военного совета ГСОВГ № № орг/00652 от 17.11.1945 г., Приказом 16 ВА № 00426 от 20.11.1945 г. передается из состава 9-го штурмового авиакорпуса в состав 6-го штурмового авиакорпуса 16-й воздушной армии Группы советских войск в Германии. 18 мая 1946 года на основании Директивы Генерального штаба ВС ССР № орг/1097 от 05.05.1946 г. и Приказа командующего 16 ВА № 00199 от 15.05.1946 г. дивизия в составе управления дивизии, 41-го штурмового, 70-го и 71-го гвардейских штурмовых авиационных полков расформирована на аэродроме Финстервальде. 33-й гвардейский штурмовой авиационный полк доукомплектован до штатной численности и передан в состав 11-й гвардейской штурмовой авиационной Нежинской Краснознамённой ордена Суворова дивизии.
11-я гвардейская Нежинская штурмовая авиационная Краснознамённая ордена Суворова дивизия 20 февраля 1949 года на основании директивы Генерального штаба от 10.01.1949 г. была переименована в 200-ю гвардейскую Нежинскую штурмовую авиационную Краснознамённую ордена Суворова дивизию, а 33-й гвардейский штурмовой авиационный полк — в 664-й гвардейский штурмовой авиационный Воронежский Краснознамённый ордена Суворова полк. Полк в этот период имел на вооружении Ил-10. С 50-х годов на вооружение полка стали поступать самолёты МиГ-15. На этом самолёте полк выполнял задачи учебно-боевой подготовки по поддержке войск над полем боя.
В 1954 году полк вышел из состава дивизии и вошел в состав 114-я гвардейская штурмовая 114-й гвардейской штурмовой авиационной Черниговско-Речицкой ордена Ленина Краснознаменной ордена Суворова дивизии и перебазировался с аэродрома Финстервальде на аэродром Фалькенберг.
В июле 1956 года 114-я гвардейская штурмовая Черниговско-Речицкая ордена Ленина Краснознаменная ордена Суворова авиационная дивизия и входившие в её состав полки были переведены в состав войск ПВО и выведены из состава 24-й воздушной армии Группы советских оккупационных войск в Германии с перебазированием на аэродромы Киевской армии ПВО. В связи с сокращениями Вооружённых сил в августе 1956 года полк был расформирован вместе с дивизией на аэродроме Сталино (Донецк).

## Командиры полка
- гвардии майор, подполковник Васильев Степан Михайлович, 22.11.1942 г. — 16.05.1943 г.
- гвардии подполковник Алхимов Константин Пантелеевич, 16.05.1943 г. — 03.1945 г.
- гвардии Конюхов, 1945

## В составе соединений и объединений
| Дата          | Фронт (округ)                                   | Армия                | Корпус                            | Дивизия                                                  | Примечания |
| ------------- | ----------------------------------------------- | -------------------- | --------------------------------- | -------------------------------------------------------- | ---------- |
| 22.11.1942 г. | Северо-Западный фронт                           | 6-я воздушная армия  |                                   | 243-я штурмовая авиационная дивизия                      |            |
| 18.03.1943 г. | Северо-Западный фронт                           | 6-я воздушная армия  |                                   | 3-я гвардейская штурмовая авиационная дивизия            |            |
| 20.12.1943 г. | 2-й Прибалтийский фронт                         | 15-я воздушная армия |                                   | 3-я гвардейская штурмовая авиационная дивизия            |            |
| 03.01.1944 г. | Резерв ставки ВГК                               | 6-я воздушная армия  |                                   | 3-я гвардейская штурмовая авиационная дивизия            |            |
| 19.03.1944 г. | 2-й Белорусский фронт                           | 6-я воздушная армия  |                                   | 3-я гвардейская штурмовая авиационная дивизия            |            |
| 01.04.1944 г. | 1-й Белорусский фронт                           | 6-я воздушная армия  |                                   | 3-я гвардейская штурмовая авиационная дивизия            |            |
| 20.07.1944 г. | 1-й Белорусский фронт                           | 6-я воздушная армия  | 1-й смешанный авиационный корпус  | 3-я гвардейская штурмовая авиационная дивизия            |            |
| 07.09.1944 г. | Резерв ставки ВГК                               | 6-я воздушная армия  | 1-й смешанный авиационный корпус  | 3-я гвардейская штурмовая авиационная дивизия            |            |
| 31.10.1944 г. | Резерв ставки ВГК                               |                      | 1-й смешанный авиационный корпус  | 3-я гвардейская штурмовая авиационная дивизия            |            |
| 14.11.1944 г. | Резерв ставки ВГК                               |                      | 9-й штурмовой авиационный корпус  | 3-я гвардейская штурмовая авиационная дивизия            |            |
| 21.11.1944 г. | 1-й Белорусский фронт                           | 16-я воздушная армия | 9-й штурмовой авиационный корпус  | 3-я гвардейская штурмовая авиационная дивизия            |            |
| 09.05.1945 г. | 1-й Белорусский фронт                           | 16-я воздушная армия | 9-й штурмовой авиационный корпус  | 3-я гвардейская штурмовая авиационная дивизия            |            |
| 18.05.1946 г. | Группа советских оккупационных войск в Германии | 16-я воздушная армия | 6-й штурмовой авиационный корпус  | 11-я гвардейская штурмовая авиационная дивизия           |            |
| 20.02.1949 г. | Группа советских оккупационных войск в Германии | 24-я воздушная армия | 75-й штурмовой авиационный корпус | 200-я гвардейская штурмовая авиационная дивизия          |            |
| 1954 г.       | Группа советских оккупационных войск в Германии | 24-я воздушная армия | 75-й штурмовой авиационный корпус | 114-я гвардейская штурмовая авиационная дивизия          |            |
| 01.08.1956 г. | ПВО страны                                      | Киевская армия ПВО   |                                   | 161-я гвардейская истребительная авиационная дивизия ПВО |            |

## Участие в операциях и битвах

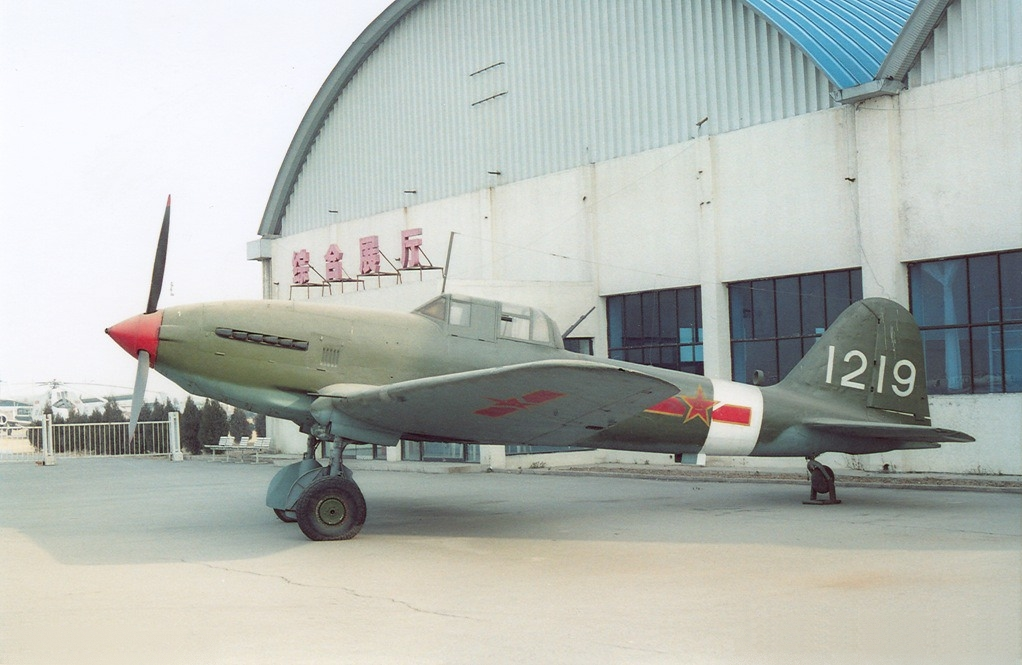
Штурмовик Ил-10 стоял на вооружении полка с середины 40-х годов. На фотографии сохранившийся экземпляр самолёта в китайском музее авиации.

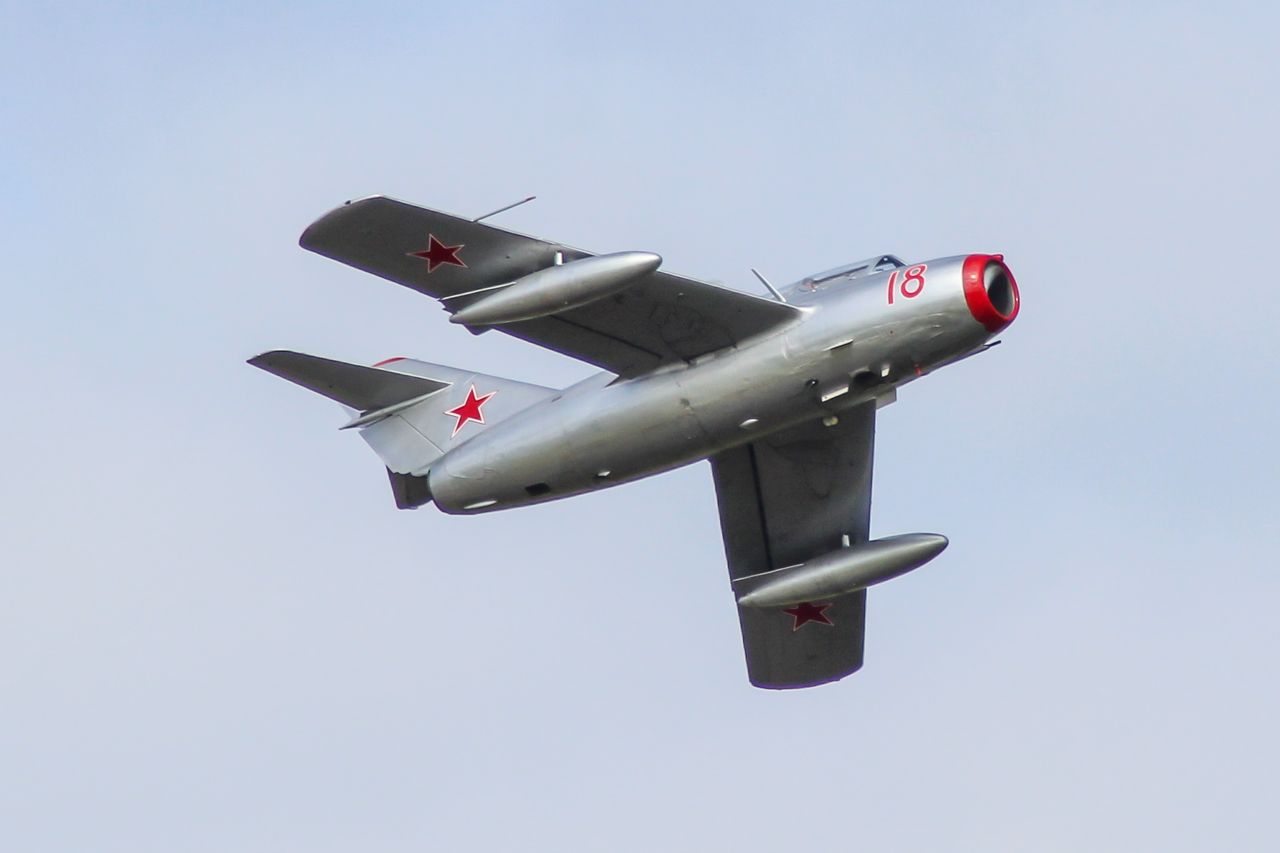
На смену штурмовику Ил-10 в 50-х годах XX века пришел истребитель МиГ-15, который полк использовал в варианте истребителя-бомбардировщика.

- Демянская операция — с 15 февраля 1943 года по 28 февраля 1943 года.
- Старорусская операция — с 18 по 23 августа 1943 года
- Висло-Одерская операция[6] с 12 января 1945 года — 3 февраля 1945 года
- Варшавско-Познанская операция с 14 января 1945 года по 3 февраля 1945 года
- Восточно-Померанская операция[6] с 10 февраля 1945 года по 4 апреля 1945 года
- Берлинская операция[6] с 16 апреля 1945 года по 8 мая 1945 года

## Награды и наименования
- 33-й гвардейский штурмовой авиационный полк за успешные боевые действия и за вклад в освобождение Воронежа и других городов Воронежской области Приказом НКО № 207 от 4 мая 1943 года удостоен почётного наименования «Воронежский».
- 33-й гвардейский штурмовой авиационный Воронежский полк Указом Президиума Верховного Совета СССР от 9 августа 1944 года за образцовое выполнение заданий командования в боях с немецкими захватчиками за овладение городом Холм (Хелм) и проявленные при этом доблесть и мужество награждён орденом Красного Знамени[7].
- 33-й гвардейский штурмовой авиационный Воронежский Краснознамённый полк Указом Президиума Верховного Совета СССР от 11 июня 1945 года за образцовое выполнение заданий командования в боях с немецкими захватчиками при овладении столицей Германии городом Берлин и проявленные при этом доблесть и мужество награждён орденом «Суворова III степени»[8].

## Благодарности Верховного Главнокомандующего
Верховным Главнокомандующим полку в составе дивизии объявлены благодарности:
- За отличие в боях при овладении городом и важным опорным пунктом обороны немцев и крупным железнодорожным узлом — городом Ковель[9].
- За отличие в боях при овладении областным центром Советской Белоруссии городом Пинск — важным опорным пунктом обороны немцев на брестском направлении[10].
- За отличия в боях в наступлении из района Ковеля, при прорыве сильно укрепленной обороны немцев и при продвижении за три дня наступательных боев вперед до 50 километров, при расширении прорыва до 150 километров по фронту, при занятии более 400 населенных пунктов, в том числе крупных населенных пунктов Ратно, Малорыта, Любомль, Опалин и выходе к реке Западный Буг[11].
- За отличие в боях при овладении штурмом городом Хелм (Холм) — важным опорным пунктом обороны немцев на люблинском направлении[12].
- За отличие в боях при овладении крупным промышленным центром Польши городом Радом — важным узлом коммуникаций и сильным опорным пунктом обороны немцев[13].
- За отличие в боях при овладении городами Лодзь, Кутно, Томашув (Томашов), Гостынин и Ленчица[14].
- За отличие в боях при овладении городом Калиш — важным узлом коммуникаций и сильным опорным пунктом обороны немцев на бреславском направлении[15].

## Отличившиеся воины
- Васильчиков Владимир Владимирович, старший сержант, лётчик 33-го гвардейского штурмового авиационного полка 243-й штурмовой авиационной дивизии 6-й воздушной армии Указом Президиума Верховного Совета СССР от 1 мая 1943 года удостоен звания Герой Советского Союза. Посмертно.
- Марютин Пётр Матвеевич, старший лейтенант, заместитель командира авиаэскадрильи 288-го штурмового авиационного полка 243-й штурмовой авиационной дивизии 6-й воздушной армии Указом Президиума Верховного Совета СССР от 21 июля 1942 года удостоен звания Герой Советского Союза. Золотая звезда № 602.
- Носов Александр Андреевич, лейтенант, командир звена 288-го штурмового авиационного полка 243-й штурмовой авиационной дивизии 6-й воздушной армии Указом Президиума Верховного Совета СССР от 21 июля 1942 года удостоен звания Герой Советского Союза. Золотая звезда № 600.
- Белавин, Николай Иванович, гвардии капитан, командир эскадрильи 33-го гвардейского штурмового авиационного полка 3-й гвардейской штурмовой авиационной дивизии 6-й воздушной армии 26 октября 1944 года удостоен звания Герой Советского Союза. Золотая Звезда № 3072.
- Молев, Александр Осипович, гвардии старший лейтенант, командир эскадрильи 33-го гвардейского штурмового авиационного полка 3-й гвардейской штурмовой авиационной дивизии 1-го смешанного авиационного корпуса 6-й воздушной армии 26 октября 1944 годаудостоен звания Герой Советского Союза. Посмертно.
- Камельчик, Михаил Степанович, гвардии старший лейтенант, командир звена 33-го гвардейского штурмового авиационного полка 3-й гвардейской штурмовой авиационной дивизии 9-го штурмового авиационного корпуса 16-й воздушной армии 15 мая 1946 года удостоен звания Герой Советского Союза. Золотая Звезда № 8263.
- Перминов Иван Александрович, гвардии лейтенант, командир звена 33-го гвардейского штурмового авиационного полка 3-й гвардейской штурмовой авиационной дивизии 9-го штурмового авиационного корпуса 16-й воздушной армии Указом Президиума Верховного Совета СССР 15 мая 1946 года удостоен звания Герой Советского Союза. Золотая Звезда № 7059.
- Удачин Василий Васильевич, гвардии старший лейтенант, заместитель командира эскадрильи 33-го гвардейского штурмового авиационного полка 3-й гвардейской штурмовой авиационной дивизии 9-го штурмового авиационного корпуса 16-й воздушной армии Указом Президиума Верховного Совета СССР 15 мая 1946 года удостоен звания Герой Советского Союза. Золотая Звезда № 7047.

## Базирование полка
| Период     | Место базирования                                     |
| ---------- | ----------------------------------------------------- |
| 01.01.1945 | Жижин, Польша.                                        |
| 16.01.1945 | Радом, Польша.                                        |
| 19.01.1945 | Домбров, Польша.                                      |
| 31.01.1945 | Горжички, Польша.                                     |
| 20.02.1945 | Целенциг, Германия.                                   |
| 04.04.1945 | Топпер, Германия.                                     |
| 25.04.1945 | Мюнхенберг, Германия.                                 |
| 29.04.1945 | Берлин Центральный, Германия.                         |
| 10.05.1945 | Топпер, Германия.                                     |
| 09.07.1945 | Финстервальде, Германия.                              |
| 1954       | Фалькенберг, Германия.                                |
| 08.1956    | Сталино, город Сталино (ныне Донецк), Украинская ССР. |